# Władysław Różycki (pilot)
Władysław Różycki (ur. 11 sierpnia 1907 w Jurkowicach, zm. 8 sierpnia 1970 w Toronto) – kapitan Polskich Sił Powietrznych w Wielkiej Brytanii, kawaler Orderu Virtuti Militari.

## Życiorys
Syn Franciszka i Antoniny Różyckich. W 1928 roku wstąpił do wojska (3 pułk lotniczy, 35 eskadra liniowa). Skończył kurs pilotażu w Centrum Szkolenia Podoficerów Lotnictwa, Szkołę Podoficerów Lotnictwa w Bydgoszczy, Szkołę Podchorążych Lotnictwa w Dęblinie w 1938 (XI promocja) z 65. lokatą. Został wcielony do 4 pułku lotniczego w Toruniu i przydzielony do 141 eskadry myśliwskiej na stanowisko pilota. W kampanii wrześniowej walczył w tej samej eskadrze. 18 września ewakuował się przez Rumunię do Francji, a po klęsce Francji - do Anglii (service number P76762).
W czasie bitwy o Anglię 19 sierpnia 1940 roku skierowany do 238 dywizjonu RAF stacjonującego w St Eval. 11 i 25 września 1940 roku zgłosił zestrzelenie He-111 a 28 września Me-110. 20 listopada 1940 przeniesiony do dywizjonu 306. 3 maja 1941 roku odszedł do służby w 23 dywizjonie RAF. 23 kwietnia 1942 roku przeniesiony do 307 dywizjonu. 11 listopada został przeniesiony do sztabu 10 Grupy Myśliwskiej. 28 maja 1943 roku trafił do 54 OTU jako instruktor. 4 października 1943 r. powrócił do służby w 32 dywizjonie stacjonującym w mieście Sigonella we Włoszech. W lipcu 1944 roku dywizjon powrócił na Wyspy Brytyjskie. 22 sierpnia 1945 roku Różycki otrzymał przydział do 5 Ferry Unit.
Zdemobilizowany w sierpniu 1946 roku. Pozostał na emigracji. W 1946 dołączyła do niego żona Walentyna, córka Zofia i syn Andrzej. Osiedli w Anglii, w Melton Mowbray. W 1948 roku wyemigrowali do Kanady.

## Zwycięstwa powietrzne
Na liście „Bajana” zajmuje 55. miejsce z 4 pewnymi zwycięstwami.
- 11 września 1940 – He 111
- 25 września 1940 – He 111
- 28 września 1940 – Me 110

## Ordery i odznaczenia
- Krzyż Srebrny Orderu Wojennego Virtuti Militari nr 9130 (10 września 1941)
- Krzyż Walecznych (czterokrotnie: 23 grudnia 1940, 1 lutego 1941, 20 sierpnia 1942, 31 października 1946)
- Medal Lotniczy (trzykrotnie)[1]
- Krzyż Wybitnej Służby Lotniczej (Wielka Brytania, 15 listopada 1942)